# Gymnopleurus sericeifrons
Gymnopleurus sericeifrons es una especie de escarabajo del género Gymnopleurus, familia Scarabaeidae. Fue descrita científicamente por Fairmaire en 1887.
Se distribuye por la ecozona afrotropical. Habita en República Democrática del Congo, Somalia, Uganda, Kenia, Tanzania, Zimbabue, Mozambique, Namibia, República de Sudáfrica (Transvaal, KwaZulu), Etiopía y Eritrea.

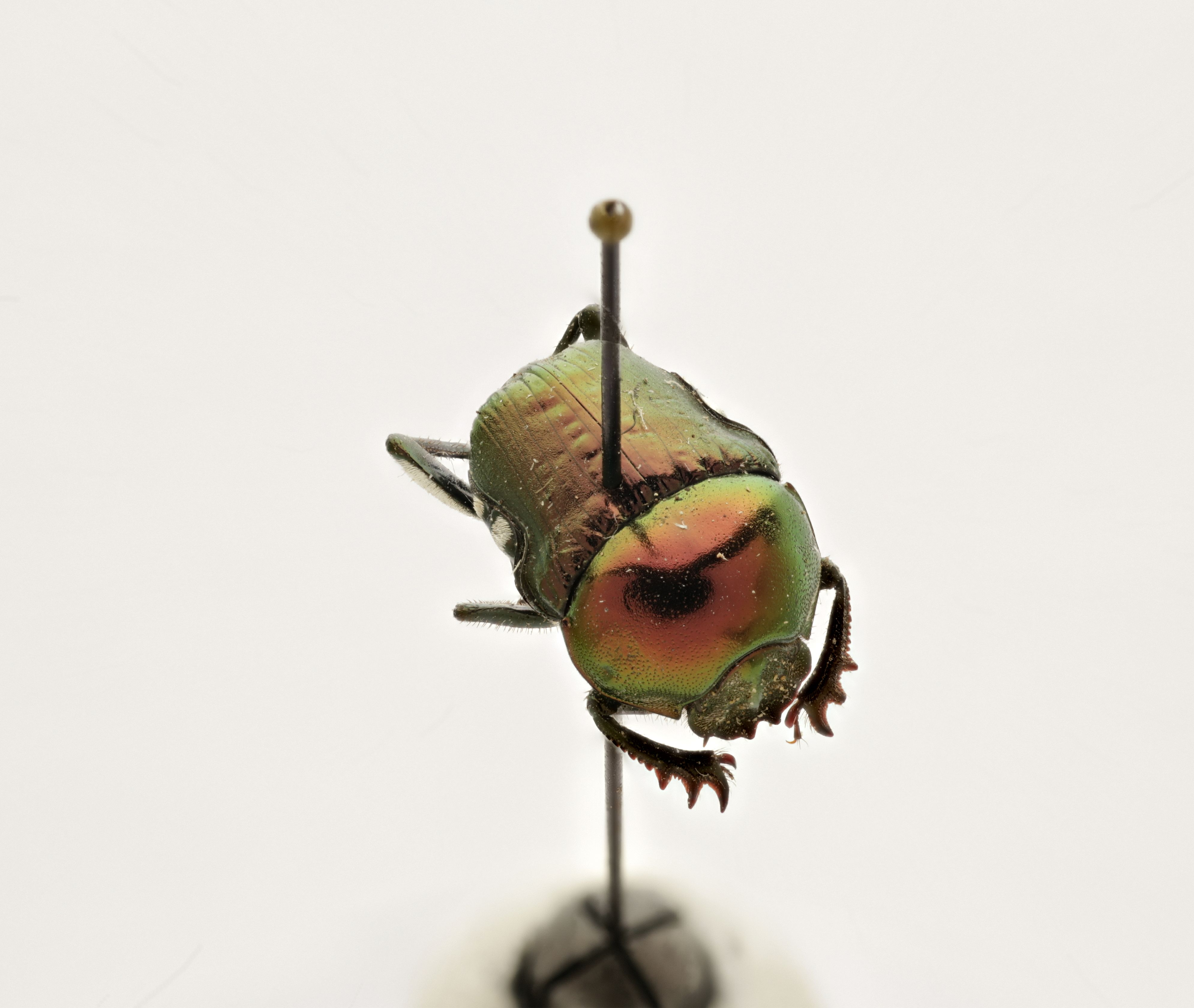
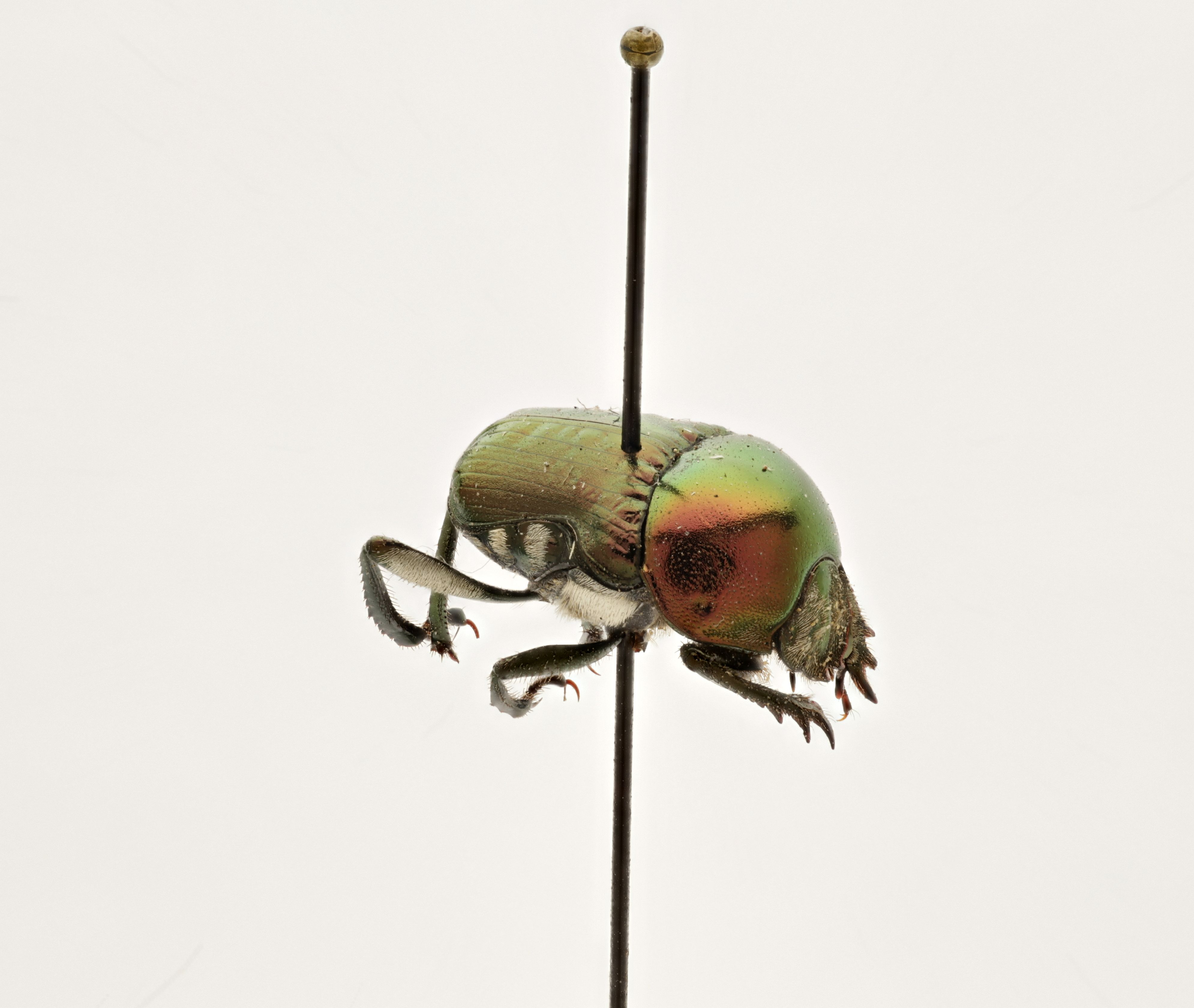
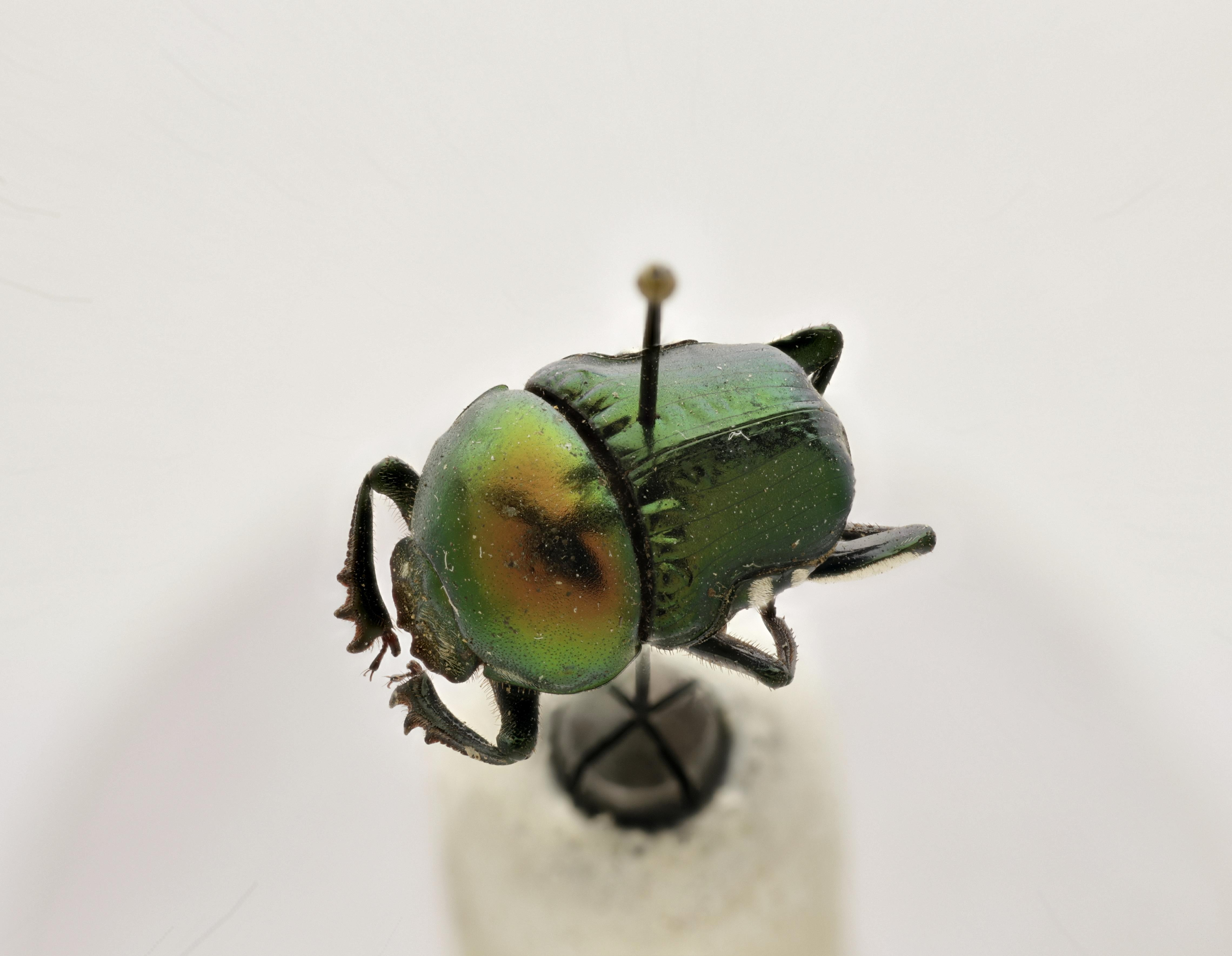
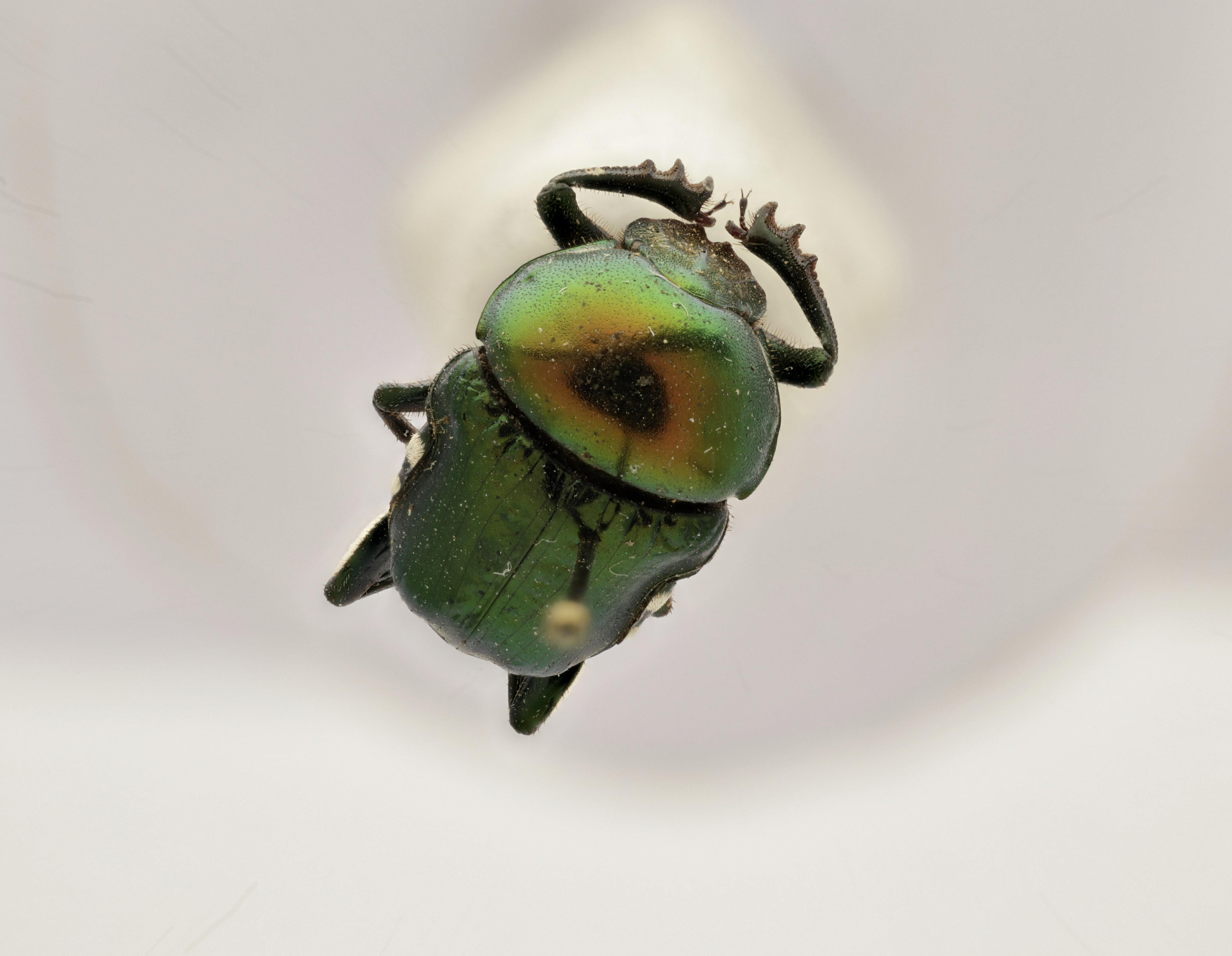